# Pericles A. Mitkas
Pericles A. Mitkas (* 1962 in Florina, Griechenland) ist ein griechischer Hochschullehrer für Elektronik und Computer Ingenieurswesen. Er ist Rektor der Aristoteles-Universität Thessaloniki (AUTH). Mitkas wurde als Präsident von 2018 bis 2020 sowohl für das Netzwerk der Schwarzmeer-Universitäten als auch das Netzwerk der Balkan-Universitäten gewählt.

## Leben und Wirken
Mitkas studierte an der AUTH und erhielt sein Diplom als Elektroingenieur 1985. Im Jahr 1987 erwarb er den Master als Computer Ingenieur an der Syracuse Universität im US-Bundesstaat New York, dem der Ph.D. 1990 an der gleichen Universität folgte. Titel der Dissertation war On Relational Database Operations Implemented in Optics. 
Mitkas wurde 1990 Assistenz- und 1996 Associate Professor an der Syracuse Universität und war gleichzeitig Gastprofessor an der AUTH. Im Jahr 1999 kehrte Mitkas an die AUTH zurück und übernahm als Professor das Departement Elektrik und Computer Ingenieurwesen. Gleichzeitig übernahm er zahlreiche administrative Ämter der AUTH und war von 2010 bis 2014 Mitglied und Vorsitzender des Senats der Universität. 2014 wurde Mitkas zum Rektor gewählt.
Er ist mit Sophia Mardiri verheiratet, mit der zusammen er zwei Kinder hat. Neben der griechischen besitzt er auch die US-amerikanische Staatsbürgerschaft.

## Werke (Auswahl)
- Parallel-Computer-Architekturen für große Datenmengen und deren Auswertung
- Software-Verwender- und Mehrverwender-Systeme
- Datenerfassung und -auswertungssysteme
- Multi-Verwender-Systeme für Umweltmanagement
- Parallel-Auswertungstechnik für große biologische Datenmengen
- Semantische wissenschaftliche Auswertung von Texten im Internet

## Mitgliedschaften (Auswahl)
- Senior-Mitglied von IEEE an der IEEE Computer Society
- Optical Society of America (OSA)
- Society for Photooptical Instrumentation Engineering (SPIE)
- SPIE Working Group on Optical Processing & Computing  and of the SPIE Working Group on Holography
- Association of Computing Machinery (ACM)
- Hellenische Society of Computational Biology and Bioinformatics
- Technik Kammer von Griechenland